# Подубица
Подубица (Teucrium chamaedrys), позната још и као дупчац, дубачац, дубчица, подубац, зубатац, срчаник је вишегодишња зељаста биљка из породице уснатица (Lamiaceae или Labiatae). Расте на сувим, каменитим и травнатим пределима, поред шибљака и листопадних шума до 2000 m надморске висине.

## Дрога и хемијски састав
Лековита својства поседује надземни део биљке у цвету (Teucrii herba) који се сакупља на почетку цветања и суши у хладу на промаји, да задржи природну боју. Подубица садржи:
- горке неотровне материје,
- танине,
- етарско уље (мале количине),
- сапонизиде (марубин, холин и др.).

Њен хемијски састав још није довољно познат.

## Лековито дејство и употреба
Стимулише цревни систем, подстиче знојење, има антимикробно и противзапаљенско дејство. Споља се користи као благо средство за дезинфекцију. У народној медицини се користи пре свега као средство за побољшање апетита и опште јачање организма. Препоручује се особама које су недовољно ухрањене или болују од хроничног бронхитиса, реуматоидног артритиса, костобоље и како дечјег тако и обичног пролива. Употребљава се у виду чаја горког укуса, тинктуре (20 g суве биљке и 100 ml јаке ракије), праха, или свежа.